# Jean-Eugène Buland

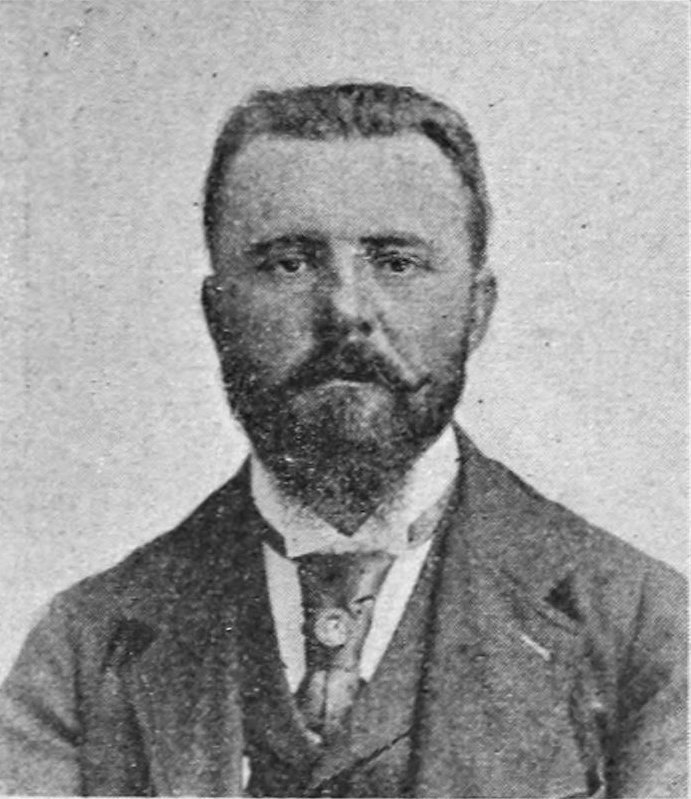
Jean-Eugène Buland (Fotografie)

Jean-Eugène Buland (* 1852 in Paris; † 1926 in Charly-sur-Marne, Département Aisne) war ein französischer Maler. 

## Leben
Gleich seinem jüngeren Bruder Jean-Émile (1857–1938) besuchte Jean-Eugène Buland die École des Beaux-Arts (EBA). Nahezu parallel dazu kam er auch ins Atelier seines Lehrers Alexandre Cabanel. 
Von der akademischen Kunst seines Lehrers Alexandre Cabanel konnte sich Buland schon bald lösen und fand bereits in frühen Werken (oft Szenen aus der Antike) seinen eigenen Stil im Symbolismus. Seinen künstlerischen wie auch wirtschaftlichen Durchbruch erfuhr Buland dann aber in seinem späteren Œuvre, in dem meistenteils realistisch dargestellte Szenen des alltäglichen Lebens überwogen (Genremalerei).

## Ehrungen
- 1878 Prix de Rome (2. Klasse)
- 1879 Prix de Rome (2. Klasse)
- Silbermedaille der Weltausstellung
- 1894 Ritter der Ehrenlegion[1]

## Werke (Auswahl)
Ölgemälde
- Les fiancés.
- Verkündigung des Herrn. 1881

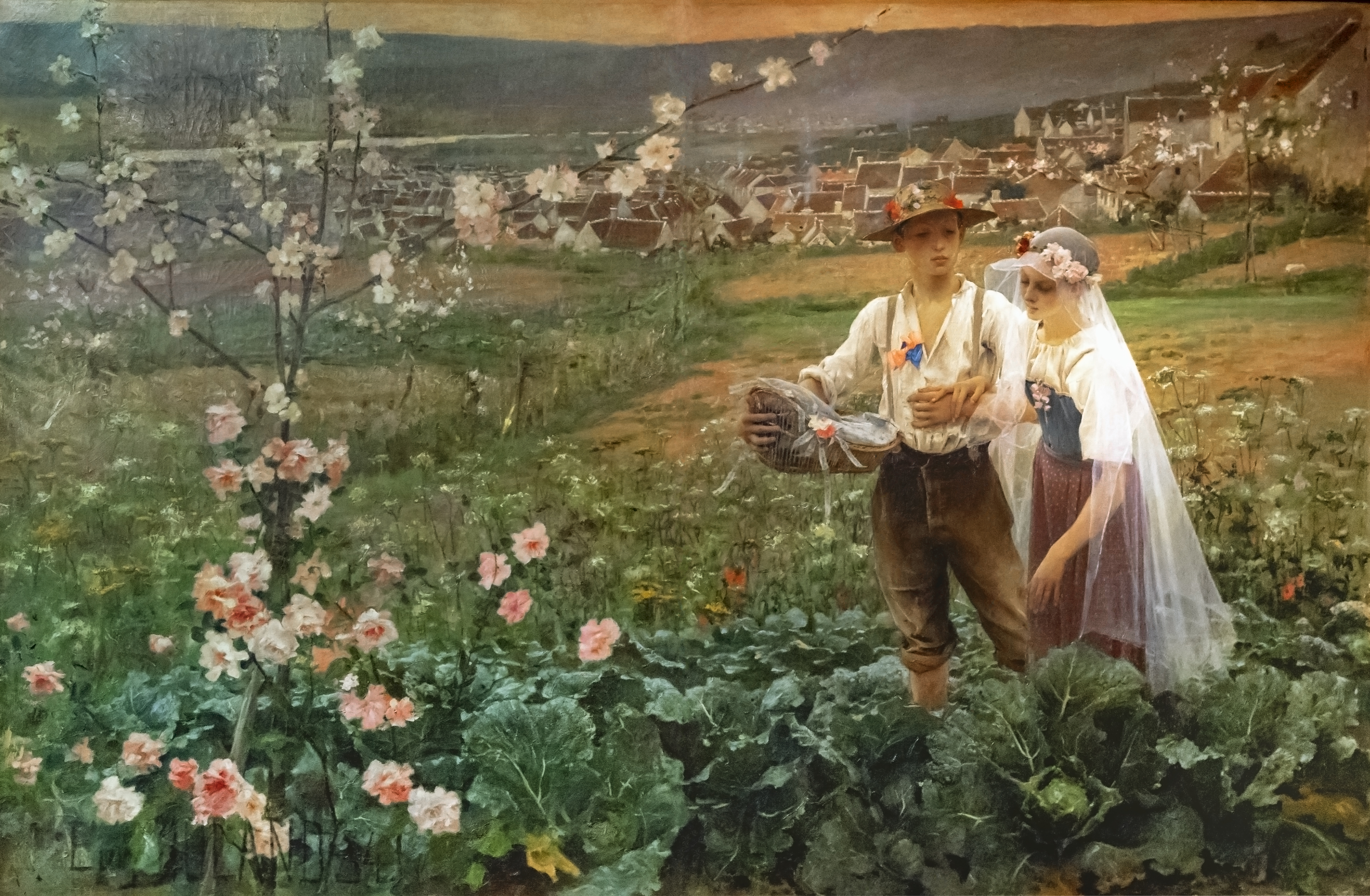
Mariage innocent (‚unschuldige Heirat‘), 1884

- Mariage innocent (‚unschuldige Heirat‘), 1884, heute in Besitz des Kunstmuseums von Carcassonne[2]
- La restitution à la vierge. 1885
- Jésus chez Marthe et Maria. 1882[3]
- Dejeuner des laveuses. 1900
- Auguste au tombeau d'Alexandre.
- Propaganda, 1889, heute im Besitz des Musée d’Orsay, Paris[4]

Staatliche Aufträge
- Conseil municipal et commission de Pierrelaye[5] organisant la fête. 1891
- Wandgemälde im Rathaus von Paris
- Wandgemälde im Hôtel de ville von Château-Thierry (Département Aisne)

Einige Grafiken befinden sich im Besitz des Pariser Louvre.